# Severe Torture
Severe Torture je nizozemská skupina hrající brutal death metal založená roku 1997 bubeníkem Sethem van de Looem a baskytaristou Patrickem Boleijem.

## Historie
Kapela Severe Torture se vytvořila v roce 1997 ve složení Eric de Windt (zpěv), Thijs van Laarhoven (kytara), Jelle (kytara), Patrick Boleij (baskytara) a Seth van de Loo (bicí). V roce 1998 skupina nahrála své první demo, krátce poté odešel zpěvák Eric de Windt, kterého nahradil Dennis Schreurs. V tomto novém složení kapela nahrála další demo, které získalo pozitivní ohlas, záhy však odešel kytarista Jelle.
V roce 2000 podepsala skupina smlouvu s nahrávací společností Fadeless Records a v říjnu téhož roku vydala své první studiové album nazvané Feasting on Blood. Na podporu svého alba vyrazila v lednu 2001 na evropské turné společně se skupinami Macabre, Broken Hope a Die Apokalyptischen Reiter. V dubnu kapela zahrála také ve Spojených státech amerických. V roce 2002 vydali Severe Torture své druhé album – Misanthropic Carnage. Následně kapela vyrazila na své turné po severní Americe, na podzim pokračovala v turné po Evropě, během něj potkala kytaristu Marvina Vriesdeho, který se ke skupině přidal na jaře roku 2003.
V roce 2005 podepsala kapela kontrakt s britskou nahrávací společností Earache Records a v listopadu vydala album Fall of the Despised. V roce 2007 vydali Severe Torture další album Sworn Vengeance.

## Sestava

### Současní členové
- Dennis Schreurs - zpěv (od roku 1998)
- Thijs van Laarhoven - kytara (od roku 1997)
- Marvin Vriesde - kytara (od roku 2003)
- Patrick Boleij - baskytara (od roku 1997)
- Seth van de Loo - bicí (od roku 1997)

### Bývalí členové
- Eric de Windt - zpěv (1997-1998)
- Jelle - kytara (1997-1999)

## Diskografie
Dema
- Baptized... (1998)

EP
- Butchery of the Soul (2002)
- Fisting the Sockets (2022)

Studiová alba
- Feasting on Blood (2000)
- Misanthropic Carnage (2002)
- Fall of the Despised (2005)
- Sworn Vengeance (2007)
- Slaughtered (2010)

Kompilace
- Bloodletting (2005)
- From Blood... ...to Carnage: 1998–2004 (2011)